# Tolv stole
Tolv Stole (russisk: Двенадцать стульев, translit.: Dvenadtsat stuljev) er en klassisk satirisk roman af det sovjetiske forfatterpar Ilf og Petrov. Romanen blev udgivet i Sovjetunionen i 1928 og i en dansk oversættelse i 1945. Romanens overordnede handling er en række karakterers forsøg på at finde nogle juveler, der er syet ind i en stol.
Romanen er en satire og en farce over kapitalismens sidste krampetrækninger i slutningen af perioden med "Ny Økonomisk Politik", NEP, hvor Sovjetunionen accepterede privatejede virksomheder og privates handel. Hovedpersonerne rejser rundt i landet og i det nye sovjetiske samfund, der er under opbygning, og personerne møder et bredt udsnit af den sovjetiske befolkning, hvis forfængelighed og små pudsigheder udstilles i romanen.
En efterfølger til romanen, Guldkalven, blev udgivet i 1931. Romanen har dannet forlæg for musik, teater og flere filmatiseringer.

## Handling
Romanen foregår i Sovjetunionen i 1927 i tiden med "Ny Økonomisk Politik", NEP. En adelsmarskal, Ippolit Matvejevitj "Kisa" Vorobjaninov, arbejder på kontoret for registrering af ægteskaber og dødsattester i en lille by. Hans svigermor fortæller på sit dødsleje, at hun har skjult familiens juveler fra bolsjevikkerne ved at sy dem ind i en af familiens 12 stole i spisestuen. Spisestuen og de 12 stole blev som anden personlig ejendom konfiskeret af kommunisterne i 1917 efter den russiske revolution. Vorobjaninov vil finde skatten. Han møder lykkeridderen og fidusmageren Ostap Bender, der overtaler Kisa til at blive sin partner, og de to går i gang med at finde stolene. Benders tricks og fiduser er uvurderlige for den mere indadvendte Kisa, og Bender kommer hurtigt til at dominere makkerparret og fremdriften i projektet. Kisa er dog ikke den eneste, der har hørt om svigermorens skat i stolene; præsten Fjodor Vostrikov kender også hemmeligheden gennem svigermorens skriftemål, og Fader Fjodor går også i gang med at finde de 12 konfiskerede stole.
Skattejægerne finder stolene, der er sat på auktion i Moskva. Det lykkes ikke at købe stolene, der i stedet sælges hver for sig. Skattejægerne må herefter rejse over det meste af Sovjetunionen for at finde hver enkelt af de 12 stole. Undervejs blive Kisa og Bender udsat for en række komiske oplevelser: de må bo på et kollegium med meget tynde vægge, de optræder som plakatmalere på en flodbåd, de lover landsbyboere i en lille flække at afholde en intergalaktisk skakturnering, Bender må gifte sig, og Bender og Kisa rejser til fods gennem Kaukasus i Georgien. Alt imens er Fader Fjodor lige i hælene på parret i jagten efter de 12 stole.
Fader Fjodor ender på en bjergtop i Kaukasus, hvor han mister forstanden. Bender fortsætter skattejagten optimistisk og ufortrødent, mens Kisa langsomt bliver mere opgivende.
Undervejs har skattejægerne fundet den ene stol efter den anden, men uden succes. Kisa og Bender finder til sidst ud af, hvor den den sidste af de 12 stole befinder sig. Kisa myrder Bender for at skaffe sig skatten for sig selv. Han finder dog ud af, at juvelerne allerede er blevet fundet og brugt til at finansiere et nyt kulturcenter for borgene - et symbol på det nye samfund. I skuffelsen mister også Kisa forstanden.

## Anmeldelser
Romanen blev til at begynde med mødt med tavshed af sovjetiske anmeldere. Den blev først anmeldt i avisen "Aften Moskva" i september 1928, der på den ene side fandt romanen livlig og dynamisk, men trættende mod slutningen. Senere blev romanen anmeldt i tidsskriftet "Bøger og fagbevægelsen", der gav en hård anmeldelse af de to "talentløse" forfatteres "tabloide humor" og konkluderede, at romanen var uden kunstnerisk værdi. I december 1928 kunne Pravda dog skrive en noget mere positiv anmeldelse, hvor bl.a. romanens satire blev rost. Herefter begyndte andre anmeldere at se mere positivt på romanen. Officiel anerkendelse af forfatterne kom i juni 1929 med en stor anmeldelse i "Den litterære Gazette" af kritikeren Anatolij Tarasenkov, der under overskriften "Bogen, som der ikke er skrevet om" roste romanen og dens beskrivelse af aktuelle problemer samt Ilf og Petrovs subtile ironi og sarkasme. Tarasenkov var indflydelsesrig i tilrettelæggelse af kommunistpartiets kulturpolitik, og anmeldelsen blev anset som et "pålidelighedscertifikat", og herefter modtog romanen positive anmeldelser.
Ilf og Petrov reagerede på situationen omkring romanen med en humoristisk miniature i bladet "Excentric" (1930, nr. 4), hvor de skildrede tavse korrekturlæsere, der ikke ved, hvordan man reagerer på udgivelsen af en bog af ukendte forfattere og er bange for at indrømme dens betydning uden vejledende grønt lys: "Og kun to år senere finder kritikere ud af, at bogen, som de ikke turde skrive om, allerede er udgivet i sit femte oplag og anbefales af hovedafdelingen for politisk uddannelse for biblioteker i landdistrikterne".

## Forbud mod udgivelse
Kritikeren Anatolij Tarasenkov, der i 1929 i Den litterære Gazette skrev, at romanen "bør anbefales til læseren på enhver mulig måde" modtog 19 år senere en alvorlig irettesættelse "for at have udgivet bogen af Ilf og Petrov uden først at læse den". Den disciplinære sanktion blev pålagt på grundlag af en afgørelse fra sekretariatet for USSR's forfatterforening den 15. november 1948. Afgørelsen, der fordømte udgivelsen af De tolv stole og Guldkalven, erklærede, at udgivelsen af dilogien var en "grov politisk fejltagelse": "Redaktøren af afdelingen for sovjetisk litteratur, kammerat Tarasenkov, læste ikke engang denne bog og stolede fuldstændigt på redaktøren af bogen, kammerat Kovalchik". På listen over grunde til, at Ilf og Petrovs roman var "skadelig", blev angivet, at forfatterne ikke straks forstod retningen for social udvikling i Sovjetunionen og "overdrev stedet og betydningen af NEP-elementerne". Afgørelsen instruerede kritikeren Vladimir Ermilov om at forberede en publikation til Den litterære Gazette, der "afslører den bagvaskende karakter af Ilf og Petrovs roman".
En måned senere modtog sekretæren for propaganda- og agitationsafdelingen for Centralkomiteen for kommunistpartiet Georgij Malenkov, et memorandum, hvori forfatterne Dmitrij Sjepilov, F. Golovtjenko og N. Maslin fastslog, at romanen indeholdt "vulgære, anti-sovjetiske vittigheder". Memoradummet mindede om, at propaganda- og agitationsafdelingen et år tidligere havde nægtet at give tilladelse til genudgivelsen af Ilf og Petrovs dilogi, men at forlaget desuagtet havde genudgivet de to romaner. På grundlag af dette dokument blev der udarbejdet et udkast til resolution fra kommunistpartiets sekretariatet, der fastslog, at forlagets genudgivelse var en "grov politisk fejl". Disse dokumenter blev ikke offentliggjort, men arkiveret som hemmeligstemplede. Direktøren for forlaget blev afskediget.
Forbuddet mod offentliggørelse af værker af Ilf og Petrov varede fra 1949 til midten af 1950'erne. Under tøbruddet i Sovjetunionen under Khrusjtjov blev det muligt igen at udgive de to bøger om Ostap Bender, men udgivelserne blev ledsaget af kommentarer, der henledte læserne på den litterære kontekst og forsikrede, at forfatternes ideologiske synspunkter ikke var i modstrid med socialismen. Således bemærkede forfatteren Konstantin Simonov, der i 1956 deltog i udgivelsen af den første udgave af Tolv stole og Guldkalven siden forbuddet, at Ilf og Petrov var "mennesker, der dybt troede på socialismens fremtid og fortjente globale sejr over kapitalismens grimme og forfaldne verden".

## Forlæg for andre kunstværker og filmatiseringer
Romanen er blevet filmatiseret utallige gange og har dannet forlæg for andre værker i og udenfor Sovjetunionen. Blandt de væsentligste udgaver er:
- Den første filmatisering af romanen var den polsk-tjekkoslovakiske film Dvanáct křesel (1933). Filmen ændrede romanens handling på flere punkter, men filmens tilpassede handling er taget op af mange senere værker (eksempelvis er adelsmarskallen erstattet med en barber, hvilket også er tilfælde i flere senere filmatiseringer).
- Romanen er filmatiseret i England i filmen Keep Your Seats, Please fra 1936 instrueret af Monty Banks med George Formby i hovedrollen. Filmen foregår i Storbritannien, og omhandler "kun" seks stole.
- Dmitrij Sjostakovitjs ufærdige operette De 12 stole er baseret på romanen.[3]
- I Nazi-Tyskland blev i 1938 udgivet filmen 13 stole baseret på romanen, der dog ikke krediteres i filmen, muligvis fordi Ilja Ilf var jøde. Filmen er instrueret af E.W. Emo for UFA og har Heinz Rühmann og Hans Moser i hovedrollerne.
- En svensk filmatisering, 13 stole instrueret af Börje Larsson blev udgivet i 1945. Scener fra filmen indgår i den svenske film Åke klarar biffen fra 1952.
- Den amerikanske Hollywoodproduktion Den 5. stol (originaltitel: It's in the Bag!) fra 1945 med Fred Allen i hovedrollen er løst baseret på romanen. Der er dog kun 5 stole involveret i handlingen.
- Den svenske film Dirch Passer vælter byen fra 1954 instrueret af Gösta Bernhard er løst baseret på romanen. Der er dog ikke tale om 12 stole, men syv sorte bh'er ...
- Den tyske film fra 1938 blev genindspillet i Vesttyskland i 1957 under titlen Das Glück liegt auf der Straße og udgivet i Danmark i 1958 som Tretten Stole.
- Tomás Gutiérrez Alea instruerede en cubansk filmatisering, Las Doce Sillas fra 1962 med Reynaldo Miravalles som Ostap. I den cubanske udgave forstår Ostap socialismens fordele, bliver forbedret og bliver en del af den cubanske revolutionære ungdom.[4]
- 12 stuljev, en sovjetisk tv-film fra 1966 instrueret af Aleksandr Belinskij.
- Romanen var også grundlag for filmen 12+1 fra 1969 med Sharon Tate og Orson Welles.
- Mel Brooks indspillede i 1970 en filmatisering af romanen under titlen The Twelve Chairs, på dansk udgivet som Svigermors penge. Filmen følger romanens handling mere tæt, men har en mere positiv slutning. Frank Langella spiller Ostap Bender med Ron Moody som "Kisa" Vorobjaninov og Dom DeLuise som Fader Fjodor.
- En sovjetisk filmatisering, 12 stuljev instrueret af Leonid Gajdaj blev udgivet i 1971.
- En sovjetisk tv-film i fire afsnit, 12 stuljev instrueret af Mark Zakharov med Andrej Mironov som Ostap Bender blev sendt i 1976.
- En ukrainsk film udgivet under titlen Zwölf Stühle blev udgivet i 2004. Filmen blev også udsendt som tv-film i to dele.
- En russisk tv-film, 12 stulev instrueret af Maksim Papernik blev sendt i 2004.
- Den italienske film La sedia della felicità fra 2013 er baseret på romanen
- Den litauiske film 12 kedziu fra 2016 er løst baseret på romanen.